# Beregszászi Péter
Beregszászi Péter (Berexasius Péter) (16. század) református lelkész, tanító és költő.

## Élete
1568–1570 körül Nagyváradon Károli Péternek volt a tanítványa, majd 1570 júliusában Wittenbergbe ment, ahol 1571. április 24-én ő is aláírta azon törvényeket, melyek a Wittenbergben tanulók számára közhatározat szerint hozattak, 1572. szeptember 10-én pedig az ott tanuló magyarok seniora lett, mely hivatalát 1574. augusztus 8-áig viselte. A sárospataki iskolához lectorrá (második tanárrá) választották (Szikszay K. Vazul mellé), így hazájába visszatérhetett és tanárként a szabadtudományokat tanította, ahova a nyelven kívül a szónoklat, zene, szám- és mértan, csillagászat tartoztak. Néhány év múlva elhagyta Sárospatakot, Nagyváradra költözött az 1576-ban meghalt Károli Péter helyére, akit a lelkészségben váltott fel.
Verseket írt és jeles költeményeket szerzett, ezért nagy hírnévre tett szert. Írt latin és görög nyelvű verseket különböző alkalmakra; így Balsaráti Vitus János halálára gyászverset; vannak görög és latin epigrammjai, melyeket Károli Péter tiszteletére, illetve az egy igaz Istenről, az Atyáról, Fiúról és Szentlélekről élő igaz hitnek magyarázására írt.

## Munkái
- Propemptikon in discessum ornatissimorum juvenum dominorum Johannis Beregzasii et Johannis Bonifacii Debreczini e gymnasio celebri Varadiensi Wittebergam proficiscentium scriptum anno 1568. 20. julii. Wittebergae, 1569.
- Epigrammion in honorem nuptialem… dni Petri Karoli… et virginis Annae, sponsae ejus castissimae, filiae… dni Georgii Beregdi. Uo. 1569.
- Epicidion Joanni Vito Balsaracio dictum. Vittebergae. 1576.
- Apologia pro ecclesiis reformatis; actis impiis synodi Sabariensis opposita. Varadini, 1585. (Újra nyomatott. Basel. 1587.)
- Adversaria de controversiis hoc soeculo de religione motis. Basiliae, 1587.
- Epistola ad Stephanum oratorem jesuitam. Uo. 1587.
- Matth. Theraconymi. tractatus varii una cum Petri Berexasii adversariis. Uo. 1587.
- Opuscula varia de calendario Gregoriano. Uo. 1590.